# Charles Van den Borren
Charles Van den Borren, född 17 november 1874, död 14 januari 1966, var en belgisk musikforskare.
Van den Borren studerade först juridik och verkade som advokat. Från 1905 ägnade han sig åt musikvetenskap och blev 1919 bibliotekarie vid konservatoriet i Bryssel. Från 1927 var han professor i musikhistoria vid statsuniversitetet i Liège. Van den Borren utgav ett flertal viktiga arbeten, bland annat Les origines de la musique de clavier en Angleterre (1912), Orlande de Lassus (1920), Guillaume Dufay (1925), Polyphonia sacra (1932), Inventaire des manuscrits de musique polyphonique qui se trouvent en Belgique (1933-1934) och Études sur le XV:e siècle musical (1941). I samband med hans 70-årsdag 1945 utgavs en festskrift med bibliografi över Van den Borrens publikationer.